# Cantone di Lassigny
Il Cantone di Lassigny era una divisione amministrativa dell'arrondissement di Compiègne.
È stato soppresso a seguito della riforma complessiva dei cantoni del 2014, che è entrata in vigore con le elezioni dipartimentali del 2015.
Comprendeva i comuni di:
- Amy
- Avricourt
- Beaulieu-les-Fontaines
- Candor
- Cannectancourt
- Canny-sur-Matz
- Crapeaumesnil
- Cuy
- Dives
- Écuvilly
- Élincourt-Sainte-Marguerite
- Évricourt
- Fresnières
- Gury
- Laberlière
- Lagny
- Lassigny
- Mareuil-la-Motte
- Margny-aux-Cerises
- Plessis-de-Roye
- Roye-sur-Matz
- Thiescourt